# حسن سلاران (سقز)
قرية حسن سلاران (بالكردية: حەسەن سەلاران) هي إحدى القرى التابعة لـذو الفقار في ريف قسم سرشيو من مقاطعة سقز، في محافظة كردستان الإيرانية.

## السكان
حسب إحصاءات سنة 2006، بلغ إجمالي السكان في حسن سلاران 182 نسمة وعدد المساكن 35 مسكن. لغة سكان حسن سلاران هي اللغة الكردية و هم من أهل السنة والجماعة والمذهب الشافعي.